# 潜水艦発射弾道ミサイル

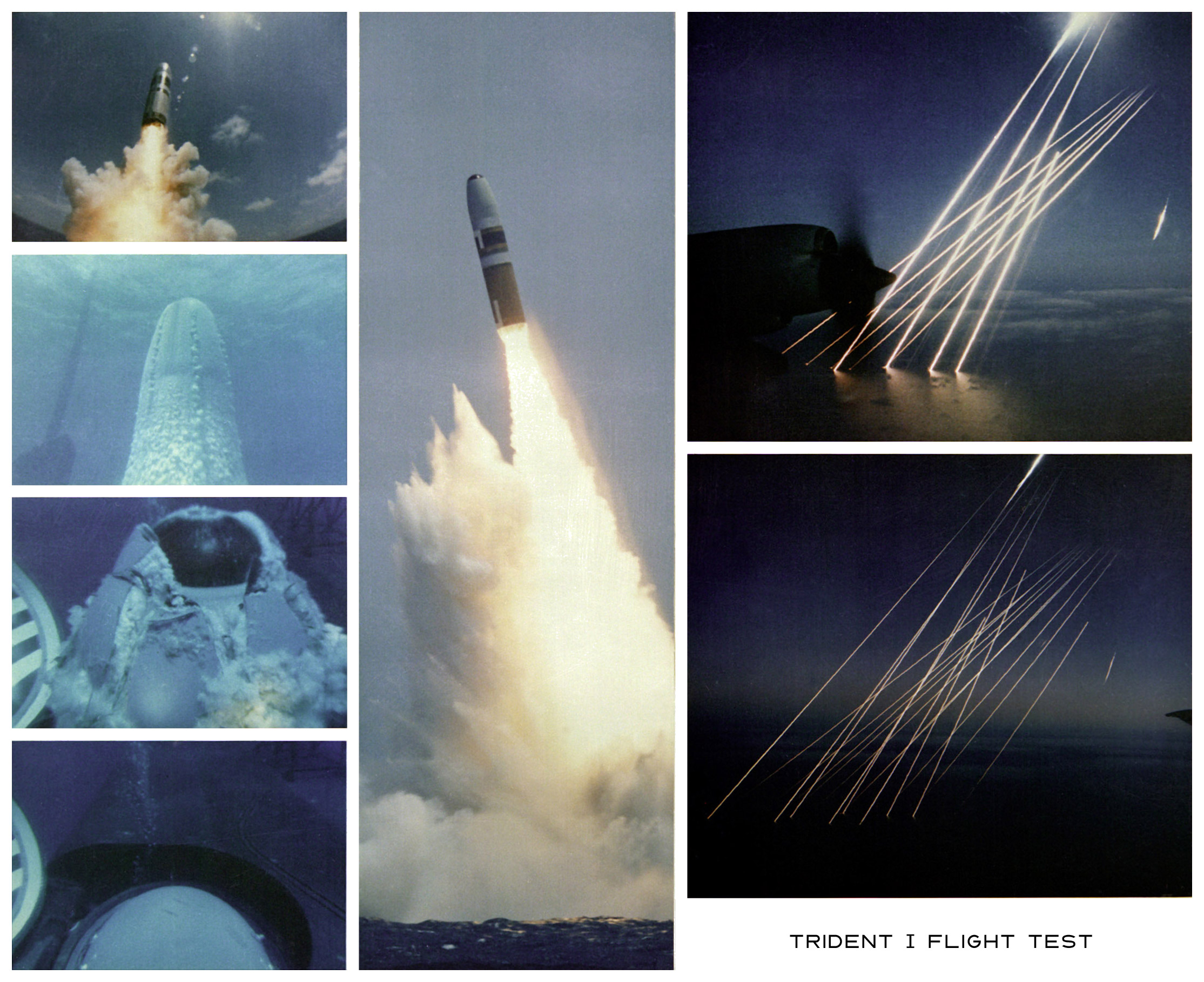
トライデント I ミサイルとその再突入体。現在は燃料は固形、弾頭は多弾頭が主流である。

潜水艦発射型弾道ミサイル（せんすいかんはっしゃだんどうミサイル、英語: submarine-launched ballistic missile, SLBM）は、潜水艦から発射する弾道ミサイルを指す。第一次戦略兵器削減条約では射程600㎞以上の物を指す。現用兵器は全て核弾頭を装備する戦略兵器であり、爆撃機および弾道ミサイルと並ぶ主要な核兵器運搬手段である。SLBMを搭載した潜水艦は弾道ミサイル潜水艦と呼ばれる。

## 歴史
第二次世界大戦の末期、ナチス・ドイツは世界初の実用弾道ミサイルであるA4/V2ロケットを防水キャニスターに収めてUボートで曳航し、北アメリカ大陸沿岸から発射してアメリカ本土を攻撃する計画を持っていた。防水キャニスターは上部がミサイル格納庫、下部がミサイル燃料タンクとなっており、必要に応じてUボートと共に潜航が可能だった。機器の製造も着手されたが、実現前に終戦となった。弾道ミサイルが開発されたばかりのこの時期に、すでに潜水艦の隠密性を利用し、弾道ミサイルをもって敵地を急襲するアイデアが検討されていたことになる。
冷戦初期のソ連ではズールー型潜水艦（611型）を改装し、核弾頭を備えたR-11FMミサイル（SS-1B Scudの改良型）をセイルに2基搭載した潜水艦を建造した。これが世界初の弾道ミサイル搭載潜水艦（SSB）であり、1955年9月に最初の試射が行われた。続いて、1958年には629型潜水艦（ゴルフ型）が開発され、作戦配備についた。これらは、通常動力であるため航行速度が遅いうえ、定期的に浮上して空気を補充しなければならなかった。さらにミサイル発射にあたっては海面に浮上しなければならなかったため、能力は限定されていた。続く1960年にはR-13（SS-N-4）、R-21（SS-N-5）ミサイルを三基搭載したホテル型原子力潜水艦が就役する。しかし、ミサイルの性能は射程がR-21では約1,400kmしかなく、攻撃のためには敵国沿岸に接近する必要があった。防備が固められた沿岸に接近することはきわめて危険であった。1970年代に入り、射程の長い弾道ミサイルを搭載できるデルタ型原子力潜水艦の就役をもって、能力が大きく向上することとなる。
1945年に世界初の核兵器保有国となったアメリカ合衆国では、当初、核攻撃任務は航空爆弾と爆撃機による組み合わせで実現されており、アメリカ空軍による核兵器独占状態が続いていた。また、空軍は1949年には無人爆撃機とも言うべきB-61 マタドール巡航ミサイルの初飛行にも成功しており、1956年から開発が始まったソー中距離弾道ミサイルは1957年には初発射されている。アメリカ陸軍はフォン・ブラウンらを迎えてレッドストーン短距離弾道ミサイルを開発していたが開発は進展せず、その配備は1958年までずれ込んだ。また、アメリカ海軍は大型の航空爆弾を搭載する大型の攻撃機とそれを搭載する超大型航空母艦「ユナイテッド・ステーツ」の建造計画を持っていたが空軍の横槍もあって1949年に計画が頓挫していた。海軍は大日本帝国海軍の技術を参考にしたといわれるグレイバック級潜水艦とそれに搭載される潜水艦発射巡航ミサイルであるレギュラスIを開発しており1958年に就役させたものの、発射には浮上が必要などソ連のゴルフ型潜水艦と同様にその戦略的価値には疑問があるものであった。そして1955年に陸軍と海軍は共同でジュピター中距離弾道ミサイルの開発に着手する。その後海軍はジュピターから手を引き、独自にポラリスSLBMを開発することとなる。そんな中、1955年に世界初の原子力潜水艦「ノーチラス」の開発に成功したアメリカでは、1960年にはスキップジャック級原子力潜水艦の設計を元に、ポラリスSLBMを搭載するミサイル区画をはめ込んだ弾道ミサイル搭載原子力潜水艦 (SSBN) ジョージ・ワシントン級を就役させた。SSBNの就役を急ぐアメリカ海軍は船台上で建造中のスキップジャック級潜水艦の3番艦を改造して「ジョージ・ワシントン」を建造したのであった。
ポラリスは、潜航中の潜水艦から発射可能な全段固体燃料の弾道ミサイルであり、外洋から内陸の目標が攻撃できるようになったためミサイルプラットフォームとしての潜水艦の価値を飛躍的に高めることに成功した。また、潜水艦の動力が原子力機関となったことで、作戦行動範囲や速度が大きく向上した他、潜航時間が長くなったことで隠密性が増し、他の核攻撃手段に比べて生残性が際立って大きくなることとなった。一方で移動するプラットフォームである潜水艦から発射される弾道ミサイルの命中精度は陸上配備の大陸間弾道ミサイル（ICBM）に比べて一段劣り、搭載艦のサイズに由来するミサイルのサイズの制限は射程とペイロードの減少をもたらし、結果的にICBMに比べて短射程で、低威力の弾頭しか積めないこととなる。第一撃（先制攻撃）として敵の硬化サイロを攻撃するためには精度、威力共に不足していたため、いわゆるアメリカの「核の三本柱(en)」にあってSLBMは都市を目標とする第二撃以降の報復攻撃兵器として位置付けられていた。
米ソ以外の核兵器保有国では、開発のしやすい航空爆弾としての核爆弾を第一の装備とし、陸上配備の弾道ミサイルを第二装備とすることが多かった。冷戦終了後の軍備縮小に伴って、敵の攻撃に脆弱なこれらの核兵器は縮小傾向にある。一方で核戦争で優れた生残性を持つSSBNは、SLBMの性能向上もあって、次第に核戦力の主戦力とみなされるようになり、各国とも海軍を自国の核戦力の中心にシフトさせつつある。
SLBMは、原子力潜水艦に装備しなければ価値を大きく減じることになるが、元々潜水艦の開発・建造が出来る国家は少なく、さらに原子炉の開発が可能な国家はもっと限られる。21世紀初頭までSLBMを運用する国家は5ヶ国に限られていたが、インドが開発に成功したり、朝鮮民主主義人民共和国が発射試験に成功したと確認されるなど、情勢の変化が見られる。
2021年9月15日、大韓民国が既存の地上ミサイルを改造して、世界で8番目にSLBMの開発と試験発射を成功したとする防衛産業関係者のコメントをメディアが紹介した。

## 運用

ボレイ級の内部構造。セイル後方に発射用VLSを搭載したオーソドックスな形態であることが分かる。

SLBMを搭載するSSBNの運用は攻撃型潜水艦に比べて大きく異なり、独特のものがある。その運用は先駆者であるアメリカ海軍の影響が強いこともあって各国とも概ね同様の運用形態をとっている。高価なSSBNは多数を建造できず、最小限の数を持って効果的な戦略パトロールを実施するためには艦の運用効率を高める必要がある。このため一隻のSSBNに二つ以上の運用チームを割りあて、交代で戦略パトロールに出る方式を取っている。数回のパトロール毎に整備のために乾ドック入りし、その間は他の艦がパトロールを続ける。一隻のSSBNを常時戦略パトロールに出すためには4隻のSSBNが必要となる。うちわけは作戦中一隻、整備中一隻、作戦領域へ進出中、または帰還中が一隻、予備一隻である。作戦中の艦は事前に指示された特定の海域（数百平方km）において、敵の攻撃型潜水艦の探知を避けつつ隠密行動をとりながら実際のミサイル発射に備えて発射模擬演習を繰り返す。ミサイルの点検は数時間に1回以上の頻度で行われる。攻撃型原潜などがSSBNを警護することもある。
SSBNにはミサイル整備施設が必要なため、専用基地となるケースが多い。潜水艦自体のドック入りにあわせてミサイルの整備が行われる。ミサイルは潜水艦の発射管から引き出され、整備施設に運ばれて機能が検査される。
通信のために浮上することの無いように、SSBNへの指令は海中にも届く電波である超長波（VLF）が用いられる。VLFは波長が極めて長いため、その発信にはアンテナ延長が数キロにもなる巨大な無線基地か、E-6 マーキュリーのような空中に長大なアンテナを展張する通信中継機が必要になる。また、VLFは情報の伝達に長時間を要するため文章そのものではなく暗号化された通信符丁のみの送信となる。この符丁は国家の最高機密である。SSBNは定期的にVLFの到達可能深度まで浮上して司令部と連絡を取っているが、一定以上の連絡途絶が確認されれば司令部が攻撃を受けて全滅したと判断され、艦長と幹部の判断でミサイルの発射が許可されているといわれている。
通信によってミサイル発射が指令されると、あらかじめ有事に備えて与えられている作戦計画の封印が解かれ、まず発射深度まで潜水艦が浮上する。次に、艦長と幹部が合議し、パスワードや鍵を使って安全装置が解除され、発射担当者によってミサイル発射管を覆う整流用外扉と発射管の耐圧扉が開放される。発射管内部のミサイルと外扉の間には、柔軟な素材で作られた防水皮膜があり、発射深度での水圧に耐えるようになっている。艦長によってミサイル発射ボタンが押されると、まず発射管下部のガス発生装置が高圧ガスを発生させ、発射管に送る。発射管内部のミサイルは下からの高圧ガスによって発射管から防水皮膜を突き破って打ち出され海中を上昇して海面上に飛び出す。高圧ガスにはミサイルを海水から保護する役割もある。海面上数メートルまで達すると第一段のエンジンが点火しミサイルが上昇を開始する。以降はICBMと同様な飛行経路を通って目標へ到達する。
位置が秘匿されていることが最大の利点であるため、任務中の正確な位置は潜水艦隊の司令官にも知らされないなど、厳重な情報統制が敷かれている。
弾道ミサイルは発射プラットフォームの安定が命中精度に大きく影響するため、SSBNには巨大なジャイロが搭載され、発射に当ってこれを回転させ、船体の安定を図る方式が取られている。

## 一覧
以下は、開発・運用されたSLBMの一覧である。

### アメリカ合衆国
アメリカではSLBMとSSBNを個別に開発し、適宜組み合わせることで運用してきた。
ポラリス（UGM-27）
ポラリスはアメリカで最初のSLBMであり、固体二段式ミサイルで、A-1、A-2、A-3の三つのバージョンが、ジョージ・ワシントン級原子力潜水艦や、イーサン・アレン級原子力潜水艦などで運用された。
ポセイドン（UGM-73）
ポセイドンはポラリスの後継ミサイルで、固体二段式ミサイルだった。ポセイドンC-3では射程はポラリスと同じながら命中精度が向上し、MIRVとなった。ポラリスを換装した他、ラファイエット級原子力潜水艦に搭載されて運用された。
トライデント
トライデントにはポセイドンの射程延伸を目指して開発されたC-4（UGM-96 Trident-I）と、能力向上型のD-5（UGM-133 Trident-II）のバージョンがある。いずれも固体三段式ミサイルである。C-4はラファイエット級とオハイオ級前期建造艦8隻に搭載され、D-5は後期建造艦10隻に搭載されて運用されている。D-5はC-4に比べて射程が大きく延伸し、天測による命中精度の向上や、搭載能力の向上による大型大威力の核弾頭によって硬化サイロを攻撃することが可能になった。このため報復だけでは無く先制攻撃にも使用できる核兵器となった。冷戦が激化した1980年代にあってトライデントの登場は当時のソ連にとって「アメリカの挑発」と受け取られていた。

### ソビエト連邦/ロシア
ソ連ではSLBMと潜水艦をセットで開発して運用した。
R-11FM（SS-1B）（en）
単弾頭の液体一段式ミサイル。ズールー型潜水艦に搭載。
R-13（SS-N-4）（en）
単弾頭の液体一段式ミサイル。ゴルフI型潜水艦、ホテルI型原子力潜水艦に搭載。
R-21（SS-N-5）（en）
単弾頭の液体二段式ミサイル。ゴルフII型潜水艦、ホテルII級原子力潜水艦に搭載。
R-27（SS-N-6、Serb）（en）
単弾頭、及び複数弾頭(MRV、Mod-3のみ)の液体二段式ミサイル。ヤンキーI型原子力潜水艦に搭載。
R-29（SS-N-8、Sawfly）（en）
単弾頭の液体二段式ミサイル。デルタI、デルタII型原子力潜水艦に搭載。
R-29R（SS-N-18、Stingray）（en）
MIRVの液体二段式ミサイル。デルタIII型原子力潜水艦に搭載。
R-29RM（SS-N-23、Skiff）（en）、（SS-N-23も参照のこと）
MIRVの液体三段式ミサイル。デルタIV型原子力潜水艦に搭載。
R-29RMU（SS-N-23）（en）
MIRVの液体三段式ミサイル。デルタIV型原子力潜水艦に2007年より順次搭載。
R-39（SS-N-20、Sturgeon）（en）
MIRVの固体三段式ミサイル。タイフーン型原子力潜水艦に搭載。トライデントを凌駕するミサイルを目指して開発されたが性能が思わしく無く、また冷戦が終了したこともあって、タイフーン型とともに退役。
R-30（SS-N-30）（3M14 Bulava）（en）
新型SLBM。MIRV化された固体三段式ミサイル。RT-2PM2 トーポリM（SS-27）の艦載型。ボレイ型原子力潜水艦へ搭載。

### イギリス
アメリカからの空中発射弾道ミサイル（ALBM）導入に失敗した結果、代わりにSLBMを導入し、4隻のSSBNに搭載して運用している。
ポラリスA-3TK
イギリス製核弾頭を搭載するポラリスA-3。レゾリューション級原子力潜水艦に搭載されて運用された。
トライデントD-5
イギリス製核弾頭を搭載するトライデントD-5。ヴァンガード級原子力潜水艦に搭載されて運用されている。

### フランス
フランス海軍はアメリカの技術支援のもと、SLBMを自主開発している。
MSBS M1、M2、M20、M4
MSBS（Mer Sol Ballistique Strategique、海中発射型対地戦略弾道弾）M1、M2、M20、M4、M4A、M4Bがランフレクシブル級原子力潜水艦に搭載されて運用された。
MSBS M45
複数弾頭（MRV、MIRVとする資料もある）の固体三段式ミサイルで、ル・トリオンファン級原子力潜水艦に搭載されて運用されている。
MSBS M5
M4の後継として開発中だったが、1996年、計画中止。
MSBS M51
M5の機能限定型。2010年配備開始。

### 中華人民共和国
中国はSLBMを独自開発し、SSBN（夏級原子力潜水艦 、晋級原子力潜水艦）で運用している（他にも唐級原子力潜水艦1隻が公試中）。
巨浪一号（Ju-Lan1、JL-1 CSS-N-3）
巨浪一号は単弾頭の固体二段式ミサイルで、夏級原子力潜水艦に搭載されて運用されている。射程延伸型のJL-1Aが開発済みとされている。射程2,150キロ、単弾頭。
巨浪二号
射程8,000キロ、MIRV3-8発搭載
巨浪三号
新型の唐級原子力潜水艦用に開発中（一部で発射実験成功の情報あり）。

### インド
SLBMを独自開発し、SSBN（アリハント級原子力潜水艦）で運用している。
K-15
射程700キロ、単弾頭。
単弾頭のミサイルで、射程は短いが対パキスタン抑止戦略には十分と判断された模様である。INS アリハント S73に搭載されて運用されている。
K5
射程1500キロ、初の国産SLBM。
2013年1月28日、発射実験をベンガル湾で実施し成功したと報道された。
K-X
射程3,500キロ
対中国抑止戦略のため開発中と伝えられるが詳細は不明。

### 北朝鮮
北極星1号
2015年5月以降、海中からの発射に成功したと複数回発表したSLBM。NATOコードネームは「KN-11」。北朝鮮により公表された画像の一部が編集・合成されていたり、発射プラットフォームが潜水艦でなく発射筒であったりする可能性も指摘されているが、2016年8月に探知された発射では約300マイル飛行したとアメリカ戦略軍が公表している。
北極星2号
北極星3号
2019年10月2日、海中から発射実験を行い日本海に着弾した。日本の防衛省によると最高高度900キロのロフテッド軌道で打ち上げられ通常軌道を使えば射程2000キロ程度に達すると見られている。また北極星1号、2号と違い弾頭を覆うシュラウドが着けられ海中での抵抗を減らす改良を行っていることが確認された。
北極星4号
2020年10月の軍事パレードで登場。

### 韓国
玄武４-4
2021年9月15日、韓国は世界で8番目のSLBM保有国となる。青瓦台（韓国大統領府）によると、SLBMは8月13日に就役した海軍の潜水艦「島山安昌浩」（3000トン級）に搭載されて水中から発射され、計画通りの距離を飛行して目標地点に正確に命中した。韓国政府はこのSLBMの開発は戦争抑止力のためとしている。これに対し、北朝鮮は反発している。